# Enrique Ernesto Shaw
Enrique Ernesto Shaw (Henry Ernest Shaw), né le 26 février 1921 à Paris et mort le 27 août 1962 à Buenos Aires, est un homme d'affaires et auteur argentin, reconnu vénérable par l'Église catholique.

## Biographie
Enrique Ernesto Shaw (Henry Ernest Shaw) naît à Paris, l'un des deux enfants d'Alexander Shaw et Sara Tornquist Altegelt qui émigrent en Argentine en 1923; il est d'ascendance écossaise par son père et allemande par sa mère. Celle-ci meurt en 1925.
Il étudie au collège de La Salle de Buenos Aires, tenu par les Frères des écoles chrétiennes, puis entre à la Escuela Naval Militar Rio Santiago, en 1936 malgré l'opposition de son père. En 1939, un livre du cardinal Suhard, sur la doctrine sociale de l'Église, parachève sa conversion. En 1943, il épouse Cecilia Bunge . Ils ont eu neuf enfants. Un des garcons (John) deviendra prêtre.  
Quittant la marine avec le grade de lieutenant de frégate, il entre dans les affaires après la Seconde Guerre mondiale (cadre des cristalleries Rigolleau, dont il deviendra directeur général) et fonde en 1952 l'Association chrétienne des dirigeants d'entreprise (Asociación Cristiana de Dirigentes de Empresa, ACDE), avec l'aide de Mgr Joseph Cardijn. Il publie des livres et un grand nombre d'articles et il est à l'origine avec d'autres du Mouvement de la famille chrétienne, tout en étant président de l'Action catholique argentine. Il établit un fonds de pension et d'assistance maladie pour fournir des services médicaux et un soutien financier dans la maladie ou la naissance d'un nouvel enfant. En 1955, il se heurte à l'opposition du péronisme. Il est arrêté. En prison, il aide ses camarades de détention en fournissant des vivres que sa famille lui envoie. En 1961, la société qu'il dirige est vendue à un fonds américain ce qui provoque le licenciement de plus d'un millier de personnes. Shaw s'oppose à ce plan, proposant un plan alternatif.
Il tente d'appliquer la doctrine sociale de l'Église sur le lieu de travail et de prendre en considération l'enseignement social du pape Pie XII de 1946. En même temps, il s'implique dans l'aide humanitaire de l'Europe de l'après-guerre. En 1957, il est atteint d'un cancer, mais il continue d'écrire et de faire des conférences. Il reçoit une transfusion sanguine au milieu de l'année 1962, donnée par ses collègues de travail et le personnel de l'hôpital est surpris du nombre de ses collègues donneurs de sang qui sont dans les files d'attente pour lui donner leur sang. Avant de mourir, Shaw déclare qu'il est content et reconnaissant de savoir que le sang de ses collègues coule dans ses veines. Malgré le risque, il entreprend un pèlerinage à Lourdes avant de mourir. Il meurt le 27 août 1962 dans un hôpital de Buenos Aires.

## Procès en béatification
Le 12 septembre 1996, Mgr Jorge María Mejía invite les fidèles argentins à répandre son message. Sa cause est ouverte en 2001 et il devient serviteur de Dieu en 2015,.
La cause est ouverte le 25 septembre 2001 sous Jean-Paul II à Buenos Aires par le cardinal Bergoglio (futur pape François); le procès pour son éventuelle béatification a lieu du 25 août 2005 au 19 septembre 2013 et se conclut par une messe célébrée par Mgr Mario Aurelio Poli. La ratification du procès a lieu en 2015.
Le pape François autorise le 24 avril 2021 la Congrégation pour les causes des saints à publier le décret sur l'héroïcité de ses vertus, ce qui le reconnaît vénérable,.

## Publications
- Peldaños en el amor a Dios (1944)
- La Misión de los Dirigentes de Empresas (1958)
- Eucaristía y vida empresaria (1959)
- La Empresa: su naturaleza - sus objetivos y el desarrollo económico (1961)
- Ética del marketing y su proyección social (1962)
- Y dominad la Tierra (1962)